# Bmibaby

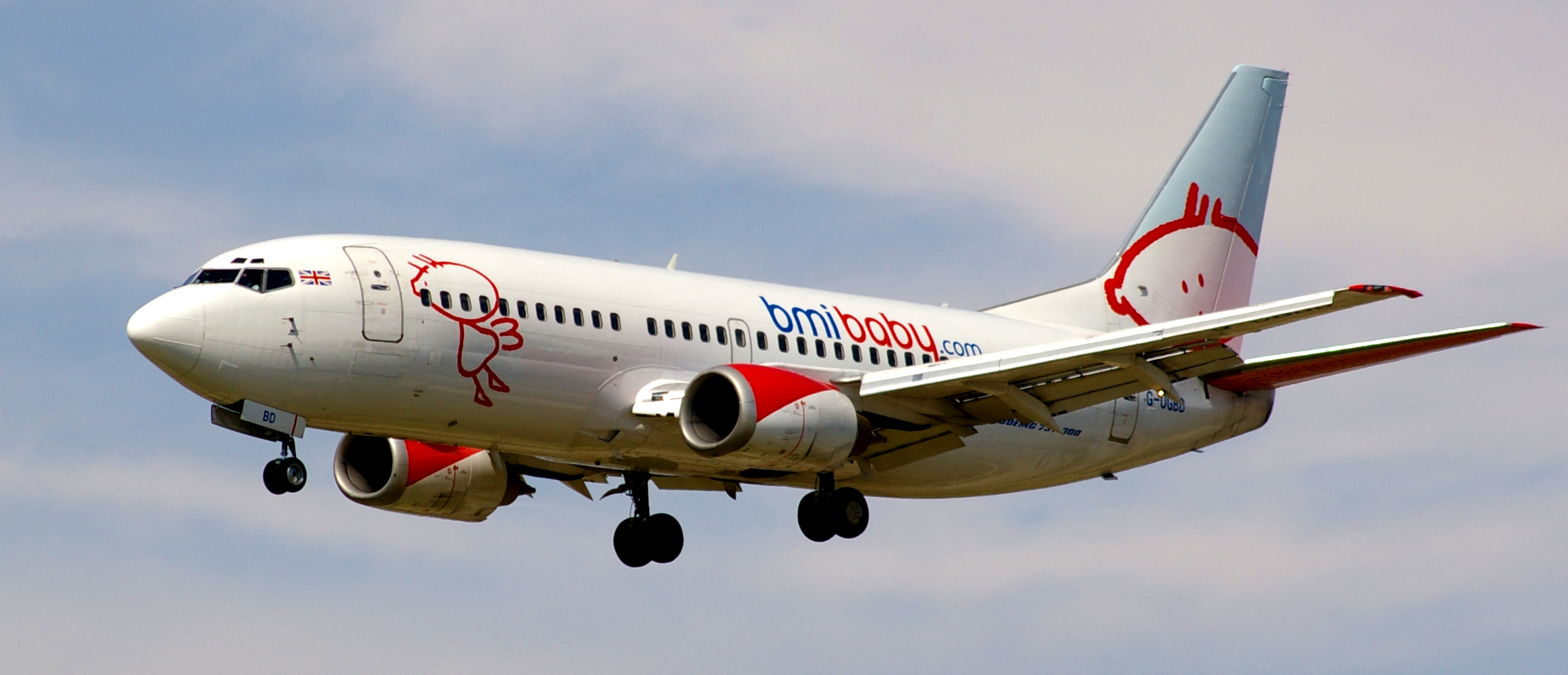
Ett av Bmibabys flygplan, en Boeing 737-500.

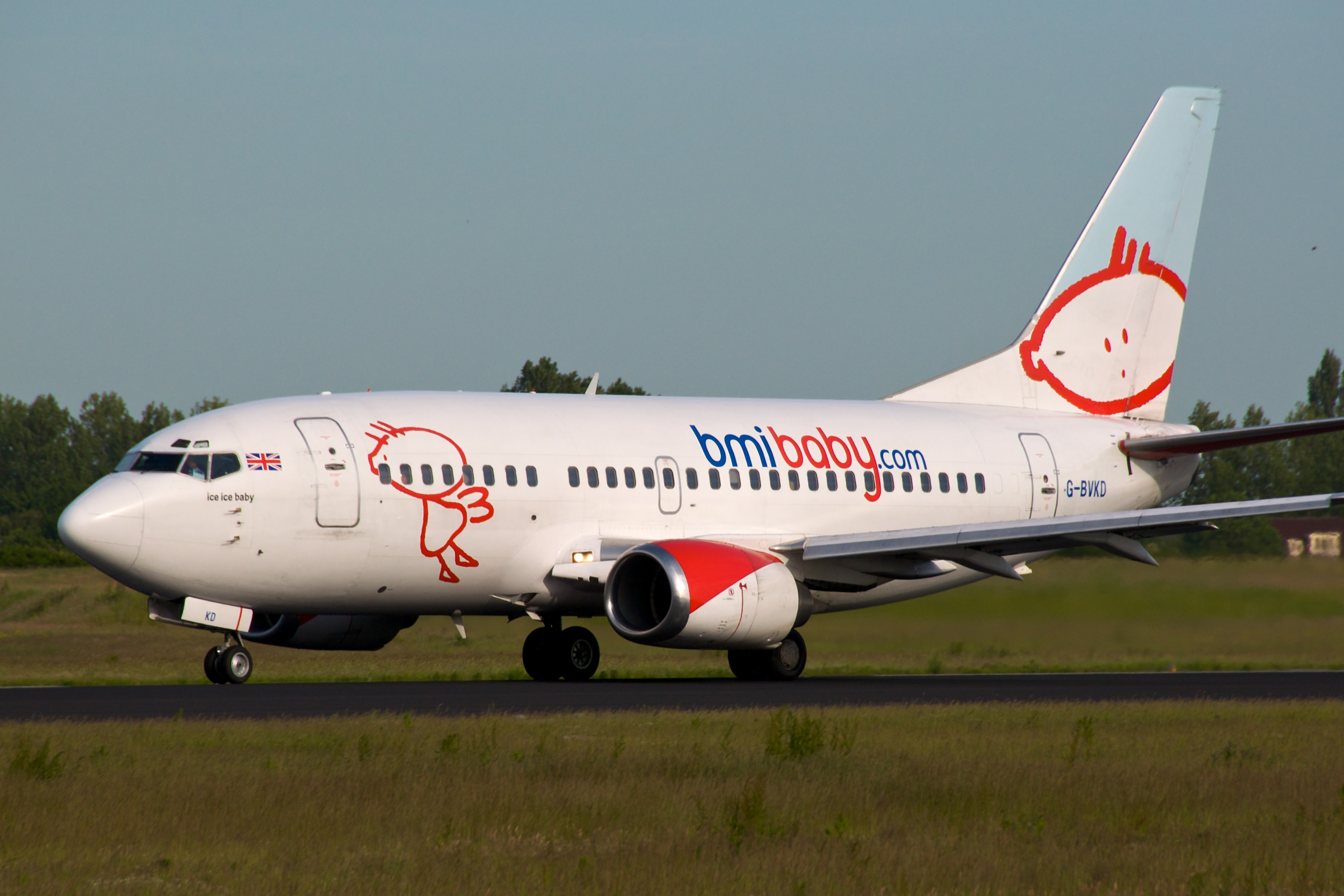
En av bolagets Boeing 737-500

Bmibaby var ett brittiskt lågprisflygbolag och ett dotterbolag till British Midland International (BMI) som existerade 2002-2012. Bolaget bedrev flygtrafik inom Storbritannien och Europa från dess fyra baser i Birmingham, Cardiff, East Midlands, och Manchester. Bmibaby var medlem i bonusprogrammet BMI Diamond Club, men var till skillnad från moderbolaget inte medlem i Star Alliance. Bolagets största bas var East Midlands, där man hade åtta flygplan, som tillsammans trafikerade 23 destinationer.

## Historia
Flygbolaget grundades den 24 januari 2002 och startade sin verksamhet den 22 mars samma år. Då genomfördes bolaget sin första flygning, mellan East Midlands och Málaga.
Bolaget fortsatte sedan att expandera, och öppnade nya baser i Cardiff (i oktober 2002), Manchester (i maj 2003), Durham Tees Valley (i oktober 2003) och i Birmingham (i januari 2005). På grund av dålig lönsamhet lades basen i Durham Tees Valley ner under 2006.
Den 1 mars 2007 lanserade bolaget ett koncept för affärsresenärer med slogan "Välj bara det du behöver", som möjliggjorde en rad olika valfria tillvalsmöjligheter för resenärerna, såsom flexibla biljetter, tillgång till Lounger och online-incheckning. 
Samtidigt meddelade man att resenärerna skulle få bonuspoäng på sina resor, genom bonusprogrammet BMI Diamond Club.
År 2007 hade Bmibaby nio flygplan av typen Boeing 737 baserade på flygplatsen i Birmingham, vilket då gjorde den till deras största bas, dock meddelade bolaget i december 2008 att man skulle upphöra med fem linjer från flygplatsen till följd av en minskning av antalet kunder som bokade storstadsresor.
Ytterligare nedskärningar tillkännagavs i november 2009 då det meddelades att flottan skulle minska från 17 till 12 flygplan under 2010, med risk för att upp till 158 anställda skulle bli uppsagda. Flygbolaget sade att åtgärden var nödvändig för att hejda de skenande förlusterna och för att man främst skulle fokusera på linjer med tillväxt.
Den 9 september 2012 genomfördes den sista flygningen.